# Elerne
Elerne, Elerna (d. Ellern) – wieś na Łotwie, w novadsie Górna Dźwina, w pagastsie Tabore.
W 1885 w Elerne ochrzczony został Ignacy Świrski.